# Blue Field
2AWスクエア（ツー・エー・ダブリュー・スクエア）は、日本にあるプロレスの道場兼試合会場。

## 施設
リング、音響、照明、映像設備、トレーニング装置、シャワー室、トイレを完備している。選手寮も併設している。

## 歴史
2002年3月、WWFを退団したTAKAみちのくがプエルトリコに設立していた日本人プロレスラー養成道場「KAIENTAI DOJO（カイエンタイ・ドウジョウ）」の拠点をTAKAの地元千葉県に移した。4月20日、ディファ有明でK-DOJOの旗揚げ戦「CLUB-K SUPER ev.」を開催。5月、道場で興行を開催したことにより、名称をK-DOJOのイメージカラー「青」に因み千葉Blue Field（ちばブルー・フィールド）に改称。K-DOJOは同所を拠点とするプロレス団体の名称になる。
2008年1月20日、他団体の興行で使用された際に起こった不祥事の影響で2008年から2010年に再開されるまで他団体への貸出を中止していた。
2011年12月1日、運営権をREINA女子プロレスを運営しているレイナ・コーポレーションに譲渡されることを発表。12月18日、千葉Blue Fieldとしての最終興行「K-SPECIAL 千葉Blue Field最終興行〜ありがとうBlue Field〜」を開催。
2012年1月3日、名称をREINAアリーナ（レイナ・アリーナ）に改称と同時にK-DOJOが最初の興行「K-SPECIAL」を開催（REINA女子プロレスの提供試合も行われた）。K-DOJOの事務所は引き続き入居されており、K-DOJOの定期興行も継続されている。2月12日、REINA女子プロレスが初の興行「REINA26」を開催。
2013年4月1日、運営権をクリエイティブ・アドバンスに譲渡されて名称をBlue Field（ブルー・フィールド）に改称。
2019年4月13日、6月からK-DOJOが団体名を2AWに変更することを発表。4月19日、6月から名称を2AWスクエア（ツー・エー・ダブリュー・スクエア）に変更することを発表。K-DOJOが団体名を2AWに有限会社かいえんたいどうじょうが法人名を有限会社オンリーアドバンスへ改称するのに合わせたものだった。5月26日、Blue Fieldとしての最終興行「KAIENTAI DOJO最終興行〜17年間応援ありがとう〜」を開催。6月9日、2AWが初の興行「チームバトル34」を開催。